# Baptisme a l'església de Tanum
El Baptisme a l'església de Tanum és una pintura a l'oli sobre llenç realitzada per la pintora noruega Harriet Backer l'any 1892. Es conserva al Museu Nacional d'Art, Arquitectura i Disseny d'Oslo (Noruega). La pintura és una d'una sèrie d'interiors d'esglésies que Backer va realitzar, fins i tot també va fer un altre interior de la mateixa església, mostrant un costum tradicional de la zona, on les mares eren beneïdes abans d'assistir als serveis religiosos després de donar a llum. Va ser pintat en el mateix any i, possiblement, estava destinat a ser vist com un record del seu bateig. La paleta tènue posa l'accent en la diferència entre l'interior amb les dones que s'inclinen davant del clergue i l'explosió de colors que s'aprecia, literalment, «fora de l'església» a través de la finestra. Harriet estava influïda per una tradició pictòrica basada en el realisme, però després d'uns anys passats a París (1878-1888) la seva pintura es va tornar cap a un pre-impressionisme.

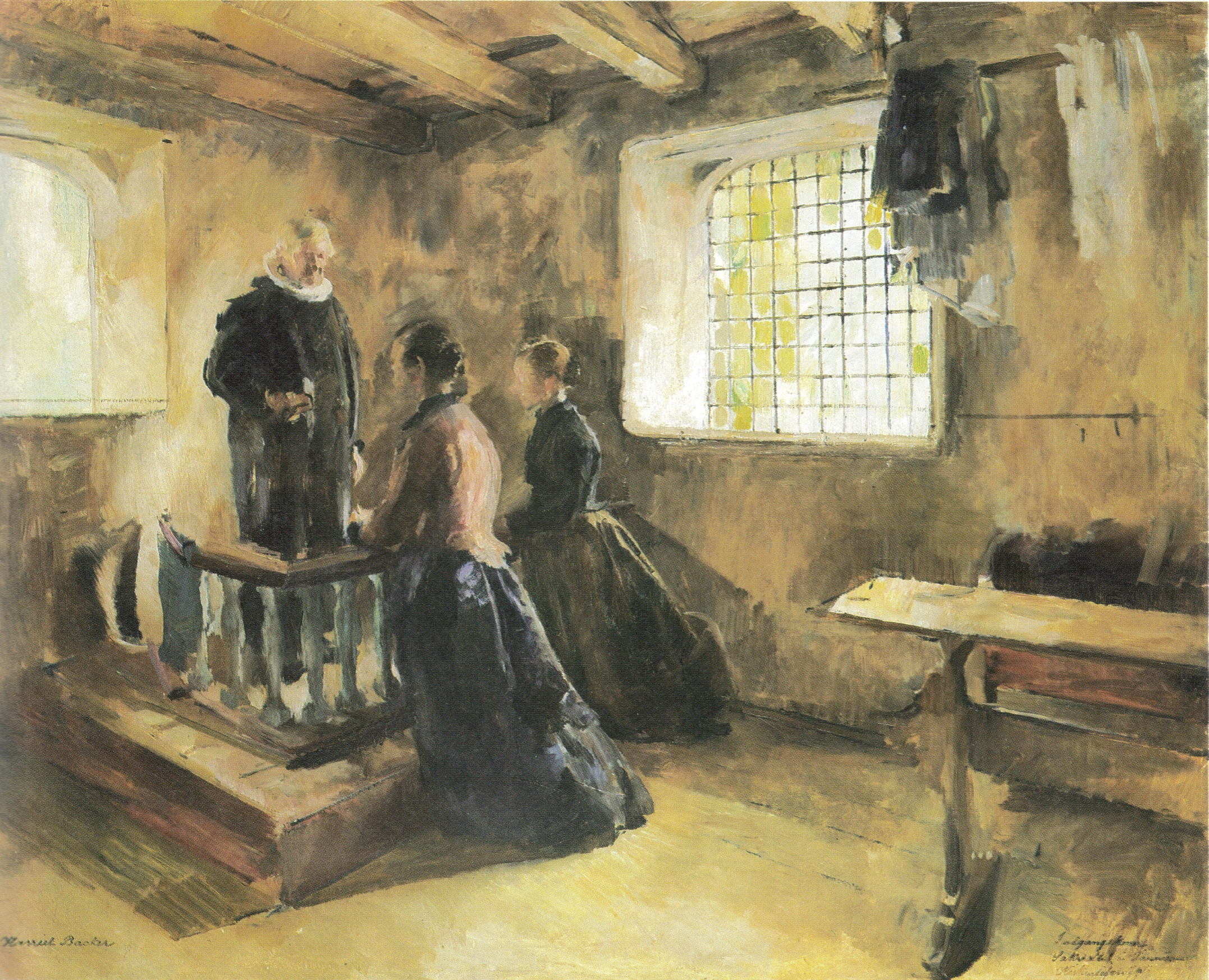
Entrance Wives, Església de Tanum, 1892

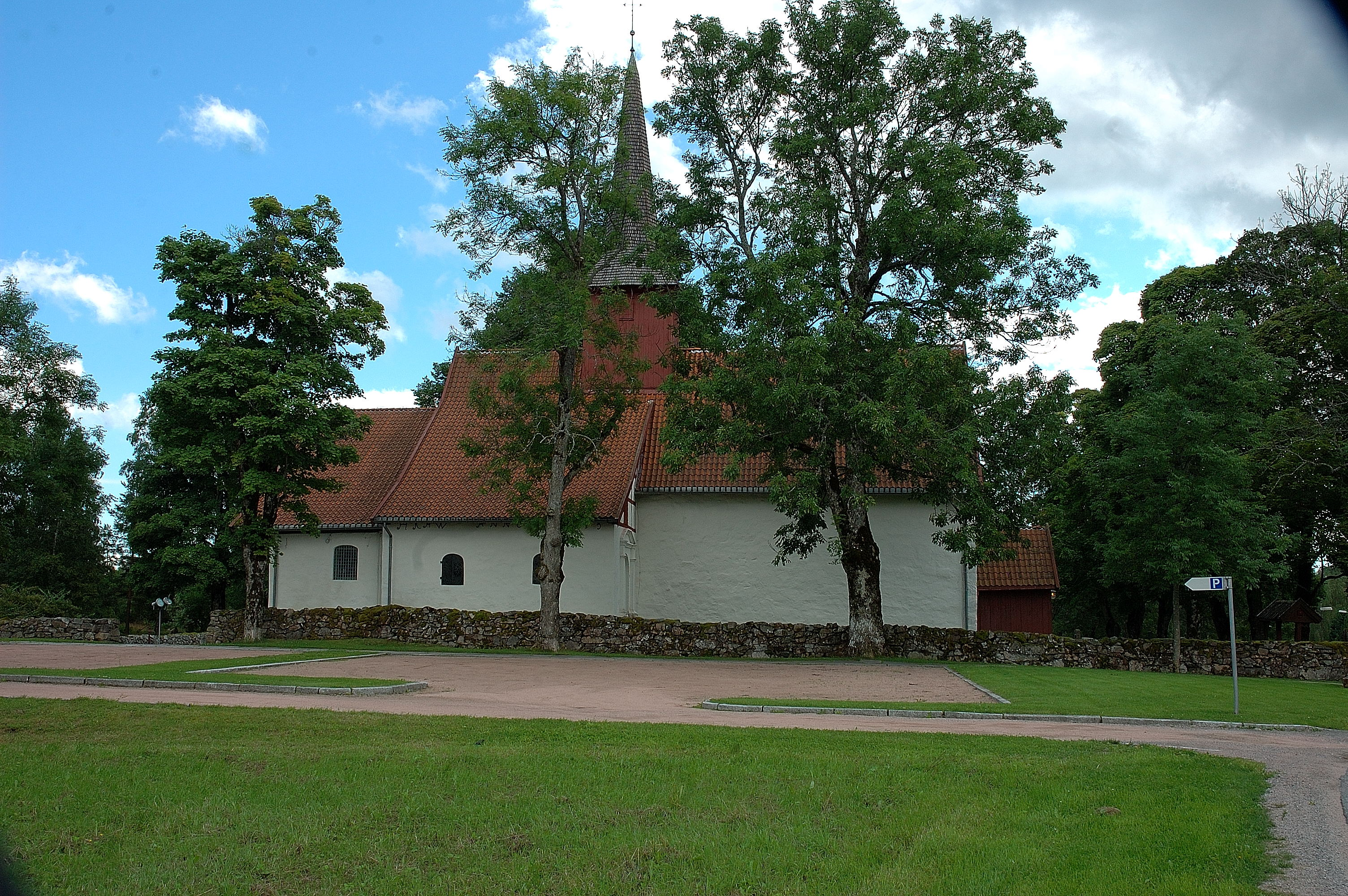
Església de Tanum.

Aquesta pintura mostra a una dona jove amb un nen en braços entrant a l'església Tanum en Bærum per al seu bateig. Una dona asseguda dins del temple torna la seva cara amb curiositat cap a la porta. Destaca la llum exterior provocada pel sol que entra en la penombra de l'església. La vista la presenta com si l'espectador estigués dins de l'edifici. Les pinzellades emprades per la pintora mostren des d'un realisme en el primer pla fins a l'impressionisme del tracte donat en els personatges i paisatge de l'exterior vist a partir de l'entrada. Harriet Backer va exhibir aquesta pintura en l'Exposició Mundial de Chicago el 1893.